# الیور توئیست (فیلم ۱۹۱۲)
الیور توئیست (انگلیسی: Oliver Twist) یک فیلم صامت بریتانیایی در ژانر درام به کاگردانی توماس بنتلی است که در سال ۱۹۱۲ منتشر شد. این فیلم اقتباسی از رمان الیور توئیست (۱۸۳۸) اثر چارلز دیکنز است.